# Thomas Lizzara

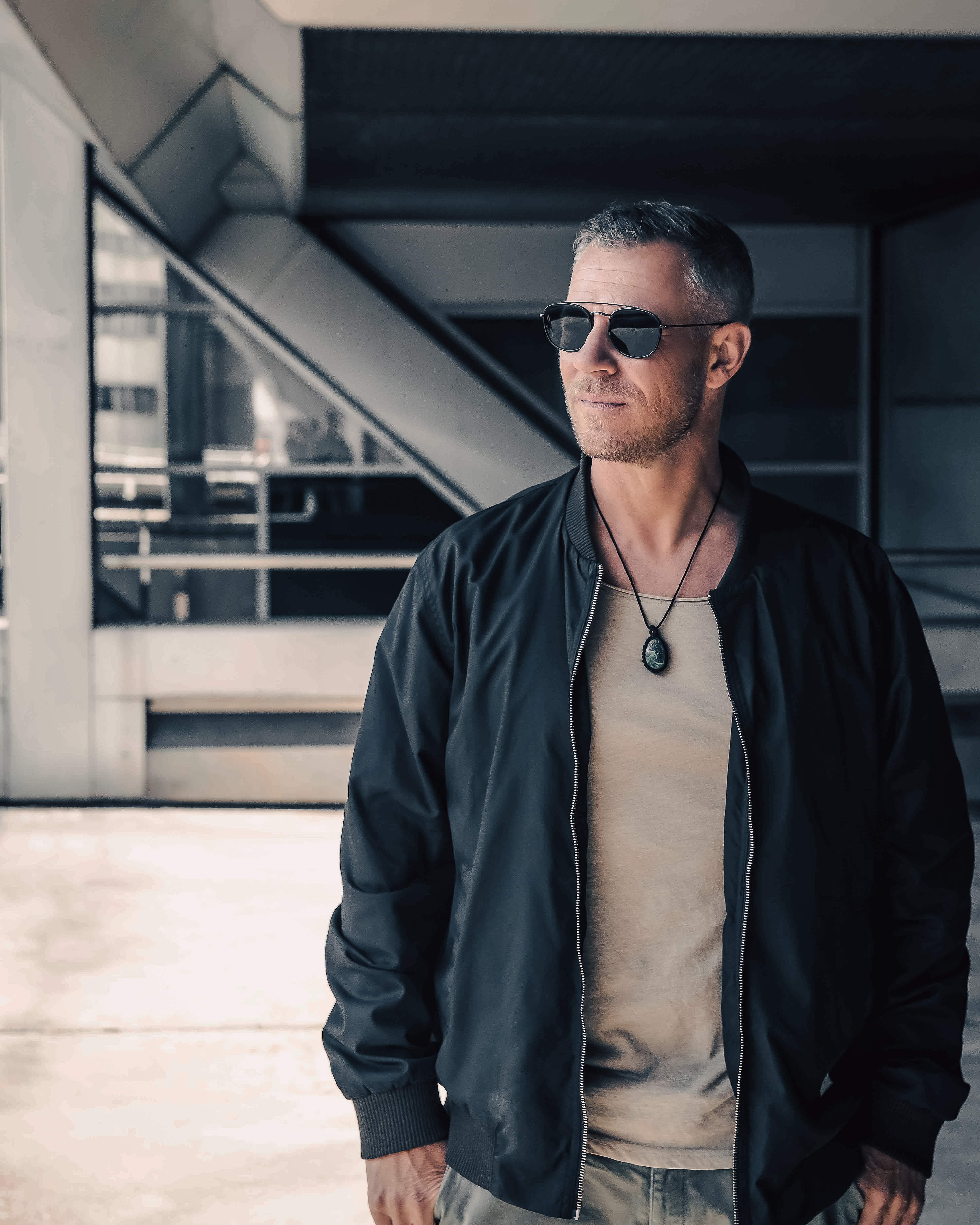
Thomas Lizzara

Thomas Lizzara (* 7. Oktober 1981 in Belzig) ist ein deutscher DJ und Produzent.

## Leben
Thomas Lizzara ist seit 1996 unter verschiedenen Pseudonymen als DJ und Produzent in der elektronischen Musikszene aktiv. Während er in den ersten Jahren vor allem dem Hardtechno-Genre zuzuordnen war, steht sein Sound seitdem für eine Mischung aus Techno, House und Deep House.
2012 veröffentlichte Thomas Lizzara sein Debütalbum Dopamin Puzzle. 2014 war Lizzara an diversen Remixproduktionen beteiligt, sowie mit dem eigens beigesteuerten Track Spree Ahoi an einem Album von Robin Schulz. Im August 2016 brachte Thomas Lizzara sein zweites Album Ahoi:Berlin (eine Zusammenarbeit about:berlin) heraus.
Thomas Lizzara ist auch wegen seiner treibend melodischen Mixe bekannt, die er live präsentiert.

## Auszeichnungen
Für seine technischen und musikalischen Fähigkeiten wurde er von AKAI Professional als Pro Artist ausgezeichnet.